# 火災報知器 (お笑いコンビ)
火災報知器（かさいほうちき）は、太田プロダクション所属のお笑いコンビ。1998年結成。

## メンバー
- 小林 知之（こばやし ともゆき、1980年11月13日（44歳） - ）

ツッコミ担当。東京都練馬区出身。血液型はA型。
実家は元ゲーム屋であり、自身も大のゲーム好き。
火災現場を見つけた事がある。
俳優の佐藤隆太は日本大学櫻丘高等学校野球部の1学年先輩。
日本大学文理学部地理学科卒業（高校社会の教員免許を取得）。「地図地理芸人」と自称しており、東京23区の形だけで世界地図を作ったこともある。
- 高松 信太郎（たかまつ しんたろう、1981年2月7日（44歳） - ）

ボケ担当。東京都練馬区出身。血液型はA型。

## 芸風
- 主にコントを披露。過去には漫才も行っていた。
- コントの見所は高松が演じる気持ち悪いキャラに小林が翻弄されるパターンが多く見受けられる。
- 『爆笑レッドカーペット』では高松演じる弱気なヤンキーのコントをしているが、はんにゃのヘタレネタと類似していることが指摘されがちである。
- 上記のヤンキーキャラの他には高松演じる田舎のおじさん「農業の早乙女さん」が出てくるコントを多数披露しており、「爆笑オンエアバトル」では2006年度以降は全てこのコントで挑戦していた（因みにこのコントで自己最高となる4連勝を記録している。）。ネタの内容としては早乙女さんが様々な店や場所（ホストクラブ・携帯ショップ・美容室・メンズエステ・部屋の下見など）に出向いておかしな行動を取り、小林演じる店員が翻弄される、といったようなパターンが殆どである。
- 小林が地図・地理マニアでとりわけ国旗に詳しいことから、国旗を使ったネタもある。

### 主なパターン
- 小林の同級生の女の子
- 小林の働く店に客として来る農業の早乙女さん
- 小林と弱気なヤンキー
- 国旗を使ったネタ

## 出演番組

### テレビ
- 爆笑オンエアバトル（NHK総合）戦績13勝12敗 最高501KB
  - 第7回チャンピオン大会 セミファイナル9位敗退
  - 出場者の中では唯一初年度から2007年度まで毎年参戦していた[3]。
  - 初挑戦は1999年9月11日（第20回）放送回で365KBでギリギリの通過（5位）であった。その2週間後の放送回でも挑戦しており377KBながら2位通過[4]であった。この記録は2位の最低記録となっている。2000年11月18日放送回を最後に6連敗[5]を記録してしまい、最終的に2004年11月27日放送回まで4年の歳月を費やした。またこの放送回で449KBと初の400KB台[6]でのオンエアとなった。
  - 主にコントで挑戦していたが、漫才でも挑戦していた回もあった。しかし漫才では一度もオンエアすることができず全てのオンエアがコントであった。コントで21回、漫才で4回挑戦している。
  - 2〜10位までの順位を全て経験しているが、唯一1位（トップ通過）だけは経験したことがなかった。
  - 13回のオンエアのうち8回が300KB台でのオンエアであり、5位通過も6回経験している。
- 双方向ライブ にっぽんのマジョリティー（NHK-BShi 質問の映像。2006年8月5日は中継で生出演）
- VENTスポ!（山梨放送 通常はロケコーナーのみ出演、2006年夏から同年12月中旬まで出演はなかった）
- NHK新人演芸大賞
- ザ･お国ことば研究所開設!（NHK）
- ヒミツのちからんど（NHK教育）
- 王様のブランチ（TBS）
- 桂芸能社（TBS）
- BSブランチ（BS-TBS）
- エクスプレス（TBS）
- ドラゴン&ボールアワー（TBS）
- ジャパンブルーへの思い（TBS）
- ジャガイモン（テレ朝チャンネル）
- ゲムカシマ（テレ朝チャンネル、小林のみ）
- アッコにおまかせ（TBS、小林のみ）
- ゼベック・オンライン （TOKYO MX、2005年1月10日）
- INDIES A GO GO（TOKYO MX）
- イエヤス（CBCテレビ）
- 浜ちゃんと!（日本テレビ）
- 奥さまは外国人（テレビ東京、高松のみ）
- ヤンチャ黙示録（テレビ東京）
- あの娘に逢いたい（テレビ東京）
- お笑い向上委員会2（テレビ東京）
- ヒロスポ（テレビ東京）
- マジ★ワラ（テレビ東京）
- コムロ式（日本テレビ）
- 爆笑99連発（日本テレビ）
- THE 夜もヒッパレ（日本テレビ）
- 大笑点（日本テレビ）
- 笑いの祭典 ゴールドステージ!!（日本テレビ）
- お笑い図鑑 ハマヌキ（tvk）
- 爆笑ピンクカーペット（フジテレビ） キャッチコピーは「笑いのサイレン鳴り響く」
- 山田邦子の教えて!旅のアレコレ（旅チャンネル）
- 爆笑レッドカーペット（フジテレビ） キャッチコピーは「笑いのサイレン鳴り響く」
- 新春ホワイトカーペット（フジテレビ） キャッチコピーは「笑いのサイレン鳴り響く」
- ブレイクもの!（フジテレビ）
- かくし芸大会（フジテレビ）
- 笑う犬の生活（フジテレビ）
- エブナイ（フジテレビ）
- 北野タレント名鑑（フジテレビ）
- 激突最強バトルNO.1（テレビ朝日）
- 笑いの金メダルjr. くりぃむ杯（テレビ朝日）
- 謹賀 鶴×鶴SPオヤジの世紀なのダ（テレビ朝日）
- べしゃり暮らし（テレビ朝日 小林のみ）
- ウケウリ!!（日本テレビ）
- 新世紀ネタキング決定戦（TOKYO MX、2010年10月21日）
- 土曜はこれダネッ!（長野放送 先輩芸人の末吉くんがレギュラーを務めている縁で、不定期で出演）。
- あるわぁTHEサバイバル（フジテレビ、2012年10月1日）
- ワラッタメ天国（フジテレビ） キャッチコピーは「紅のベルボーイズ」
- 有吉ベース（フジテレビONE）
- 躍動する大自然 奇跡の絶景ストーリー「大台ヶ原山 幻の森林鉄道を探せ」(2019年11月8日、NHK BS1) - 小林のみ[7]